# Emdenimyia limai
Emdenimyia limai är en tvåvingeart som beskrevs av Guilherme A.M.Lopes 1969. Emdenimyia limai ingår i släktet Emdenimyia och familjen köttflugor. Inga underarter finns listade i Catalogue of Life.